# Ghanaische Marine
Als Ghanaische Marine (englisch Ghana Navy, abgekürzt GN) werden die ghanaischen Seestreitkräfte bezeichnet. Sie ist neben der ghanaischen Armee (Ghana Army, GA) und der ghanaischen Luftwaffe (Ghana Air Force, GHF) eine Teilstreitkraft der Streitkräfte Ghanas (Ghana Armed Forces, GAF).

## Geschichte
Der Kern der ghanaischen Marine war die Gold Coast Naval Volunteer Force, die während des Zweiten Weltkriegs gebildet wurde. Die Einheit wurde von der britischen Kolonialverwaltung eingerichtet, damit Patrouillen auf See durchgeführt werden um sicherzustellen, dass die Küstengewässer der Kolonie frei von Seeminen sind.
Nachdem Ghana am 6. März 1957 die Unabhängigkeit von Großbritannien erlangt hatte, wurde das Militär des Landes neu organisiert und erweitert, um seinen neuen Herausforderungen gerecht zu werden. Eine neue Freiwilligentruppe wurde im Juni 1959 mit Sitz in Takoradi in der westlichen Region Ghanas aufgestellt. Die Freiwilligen stammten aus dem bestehenden Gold Coast Regiment der Infanterie. Sie standen unter dem Kommando abgeordneter britischer Offiziere der Royal Navy.
Am 29. Juli 1959 wurde die ghanaische Marine durch ein Gesetz des Parlaments gegründet. Die Marine hatte zwei Divisionen in Takoradi und Accra.
Am 1. Mai 1962 gründete die britische Marine das Royal Navy Element des British Joint Services Training Team, wodurch sich die Art der Beziehung zur ghanaischen Marine änderte. Der erste Chef des Marinestabes war Captain D. A. Foreman, ein pensionierter britischer Marineoffizier. Ihm wurde ein präsidiales Offizierspatent als ghanaischer Marineoffizier im Rang eines Commodore gewährt.
Im September 1961 beendete Kwame Nkrumah den Einsatz britischer Offiziere bei den Streitkräften: Der erste Ghanaer, der Chef des Marinestabs wurde, war Konteradmiral, der von der ghanaischen Armee zur Marine versetzt wurde.

## Auftrag
Die ghanaische Marine erfüllt eine Bandbreite an Aufträgen. Diese beinhalten:
- Beobachten, Kontrolle und Überwachung von Fischereiaktivitäten
- maritime Präsenz in den westafrikanischen Gewässern und maritime Unterstützung in der Region und Krisengebieten
- Überwachung, Patrouillen und Kontrolle der Hoheitsgewässer und Wirtschaftszone
- Evakuierung von Staatsbürgern Ghanas aus Krisengebieten
- Bekämpfung von maritimen kriminellen Aktivitäten wie Piraterie/bewaffneter Raub auf See, Drogenschmuggel, blinde Passagiere und Aktivitäten von Dissidenten
- Durchführung von humanitären Hilfseinsätzen bei Katastrophen, SAR-Dienst
- Unterstützung von Zivilbehörden wie dem ghanaischen Polizeidienst, der Volta River Authority, der Wahlkommission von Ghana und der ghanaischen Hafenbehörde

## Organisation
Die Kommandostruktur der GN besteht aus dem Marine-Hauptquartier in Accra, welches aus folgenden Abteilungen besteht: Einsätze, Administration, Ausbildung, Logistik/Versorgung, Technik, Nachrichtendienst, Entwicklung/Weiterentwicklung.
Unter diesem Hauptquartier bestehen drei Kommandostrukturen: das Western Naval Command (WNC) in Sekondi, das Eastern Naval Command (ENC) in Tema und das Naval Training Command (NAVTRAC)  in Nutekpor-Sogakope in der Volta Region.

### Western Naval Command (WNC)

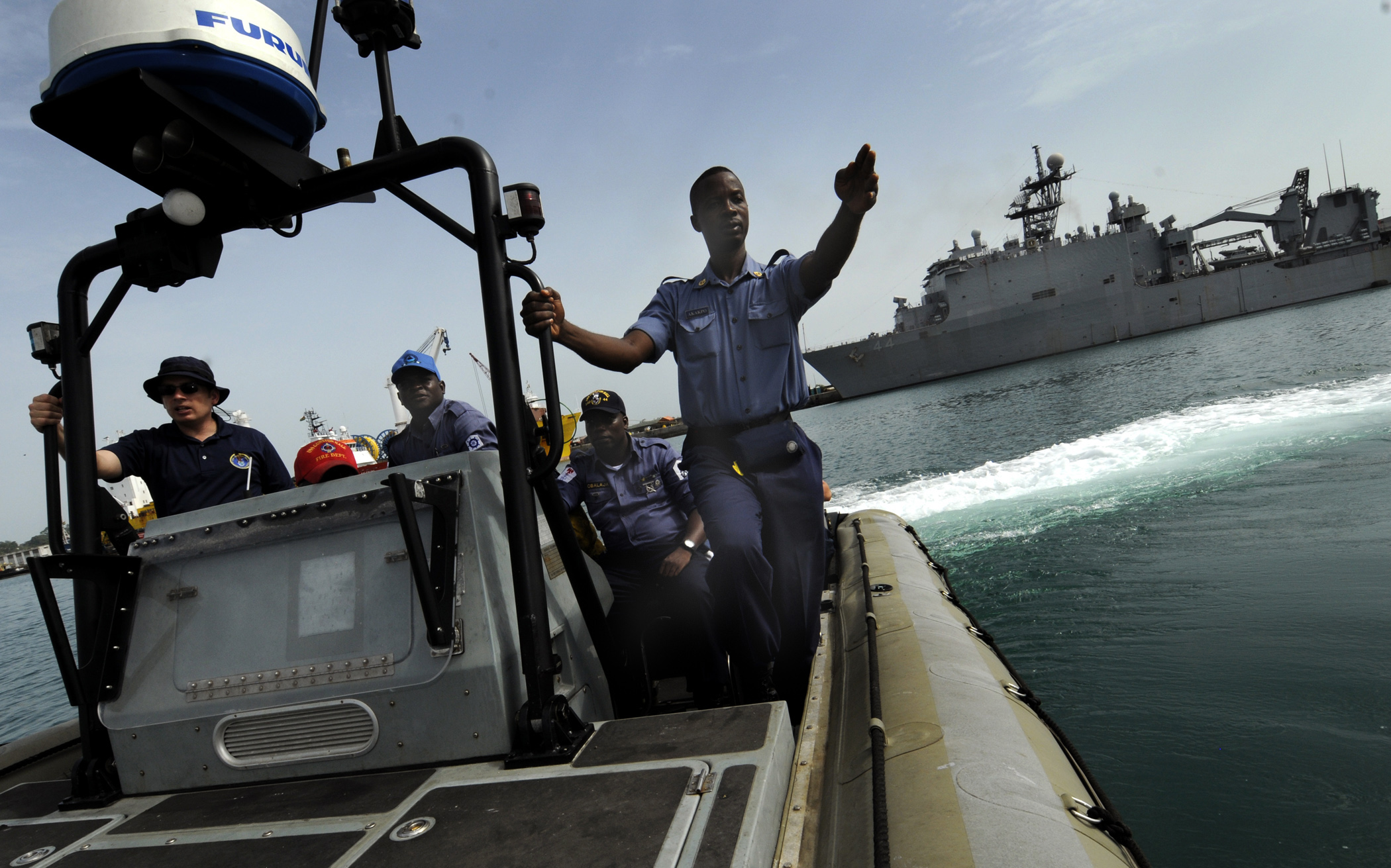
Seemann der GN in einem RHIB

Das Kommando besteht aus folgenden Elementen:
- HQ Western Naval Command
- Flotte
- Marinewerft und Trockendock
- Marinedepot
- Marinestützpunkt Sekondi
- Naval Trade Training School

### Eastern Naval Command (ENC)

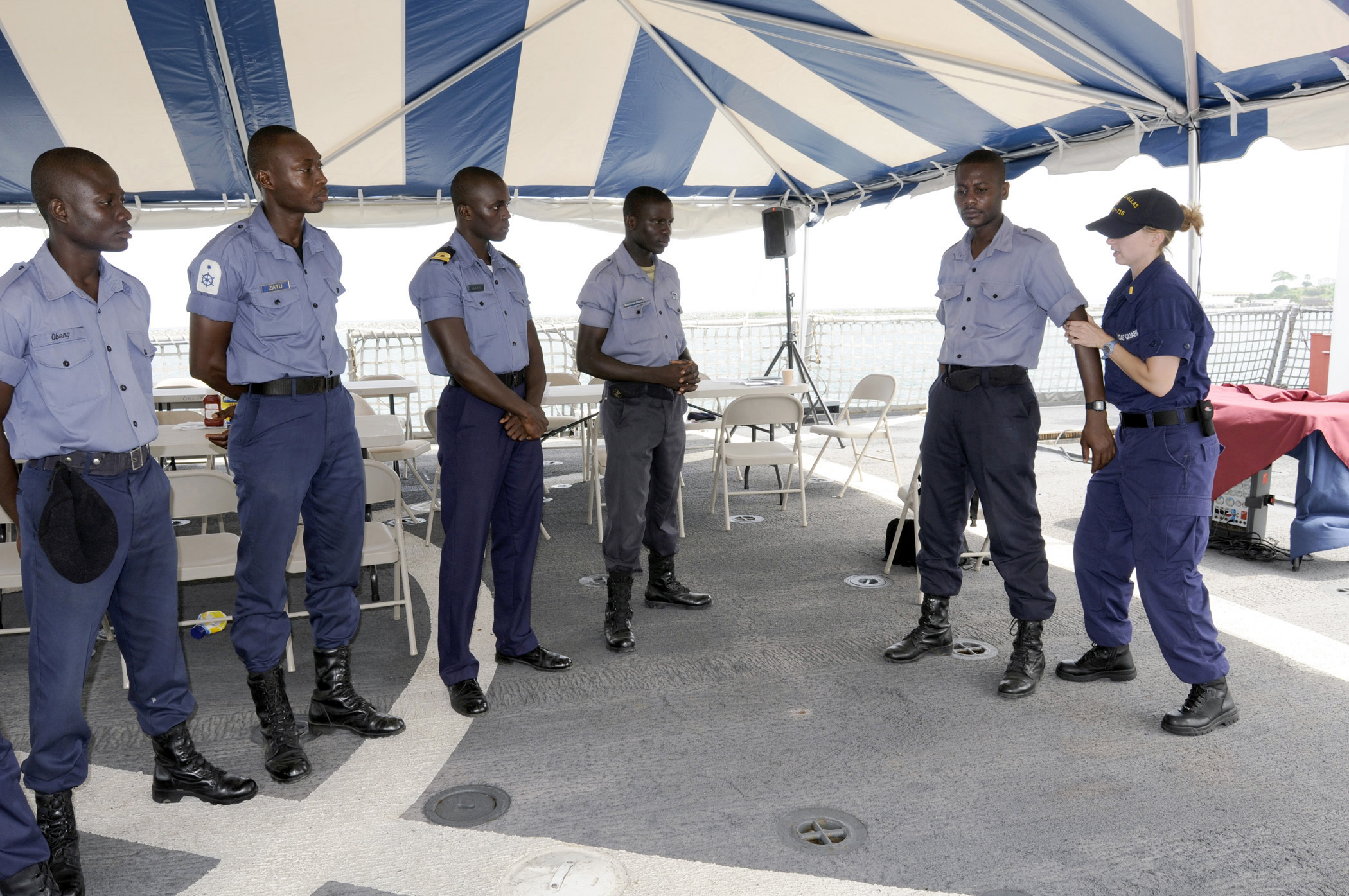
Schulung von maritimen Taktiken zur Durchsetzung des Seerechts

Das Kommando besteht aus folgenden Elementen:
- HQ Eastern Naval Command
- Basic and Leadership Training School
- Marinestützpunkt Tema
- Ghana Navy Band[3]

### Naval Training Command (NAVTRAC)
Das am 20. Oktober 2020 aufgestellte Kommando soll als Zentrum für die Vermittlung der Lehren und Grundwerte der Marine sowie als Schulungsgelände für andere Sicherheitsbehörden im In- und Ausland dienen. Ziel ist es, alle Ausbildungsschulen in der ghanaischen Marine zu zentralisieren. Folgende Schulen unter dem Kommando sind geplant:
- School of Maritime Operations (SMOPS)
- School of Marine and Electrical Engineering
- Supply Application School
- Basic and Leadership Training School
- Recruit Training School
- Special Forces Training School
- Diving School

### Ausblick
Ghana plant die Errichtung von vorgeschobenen Operationsbasen (Forward Operating Bases) in Keta in der Volta-Region, Winneba und Elmina in der Zentralregion sowie in Ezinlibo in der Westregion. Der Bau der Basen soll dazu beitragen die Sicherheit des Seeverkehrs im Golf von Guinea zu verbessern und den Öl- und Gassektor des Landes zu schützen. Piraterie und bewaffneter Raub stellen im Golf von Guinea weiterhin erhebliche Bedrohungen für nationale und regionale maritime Aktivitäten dar, einschließlich des Betriebs der Anlagen des Offshore-Öl- und Gassektors.
Am 16. Dezember 2019 begann der Bau einer vorgeschobenen Operationsbasis in Ezilinbo an der Westküste des Landes. Die Basis umfasst einen Wellenbrecher und einen Steg mit einer zweispurigen geteerten Straße, Liegeplätzen und Unterkünften für 150 Militärangehörige.

## Flotte
| Schiffsklasse   | Verwendung                                          | Herkunft            | Indienststellung                      | Anzahl            | Name (Rumpfnummer)                                                 | Foto |
| --------------- | --------------------------------------------------- | ------------------- | ------------------------------------- | ----------------- | ------------------------------------------------------------------ | ---- |
| Dzata-Klasse    | Schnellboot                                         | Deutschland         | 1979                                  | 2                 | GNS Dzata (P26) GNS Sebo (P27)                                     |      |
| Achimota-Klasse | Schnellboot                                         | Deutschland         | 27. März 1981                         | 2                 | GNS Achimota (P28) GNS Yogaga (P29)                                |      |
| Iris-Klasse     | Tonnenleger, ex-United States Coast Guard           | Vereinigte Staaten  | übergeben im Jahr 2001                | 2                 | GNS Anzone (P30) GNS Bonsu (P31)                                   |      |
| Chamsuri-Klasse | Patrouillenboot                                     | Südkorea            | 21. Januar 2011                       | 1                 | GNS Stephen Otu (P33)                                              |      |
| Snake-Klasse    | Patrouillenboot                                     | Volksrepublik China | 21. Februar 2012                      | 4                 | GNS Blika (P34) GNS Geringa (P35) GNS Chemle (P36) GNS Ehwor (P37) |      |
| Albatros-Klasse | Schnellboot                                         | Deutschland         | Juli 2012                             | 2                 | GNS Yaa Asantewaa (P38) GNS Naa Gbewaa (P39)                       |      |
| Defender-Klasse | Festrumpfschlauchboot, ex-United States Coast Guard | Vereinigte Staaten  | übergeben in den Jahren 2008 und 2010 | 3 (2008) 4 (2010) |                                                                    |      |

### Weitere Ausstattung
- GNS David Hansen ist ein einzelnes 20 m langes Küstenpatrouillenboot der US-Marine PB Mk III, das in den 1970er Jahren gebaut und 2001 nach Ghana überführt wurde. Es wurde nach David Animle Hansen, dem ersten ghanaischen Stabschef der ghanaischen Marine, benannt.
- Am 10. Dezember 2010 erhielt die ghanaische Marine vom ghanaischen Roten Kreuz sechs neue Schnellboote mit komplettem Zubehör, um ihre Rettungsmission im Land zu erleichtern. Zum Zubehör gehörten sechs Yamaha-Außenbordmotoren, Schwimmwesten, Rettungsleinen, Erste-Hilfe-Geräte und Wartungswerkzeuge.

### Ehemalige Schiffe
Die ursprüngliche Flotte bei Gründung der Marine bestand aus zwei ehemaligen britischen Minensuchbooten der Ham-Klasse, GNS Yogaga (ehemals HMS Malham) und GNS Afadzato (ehemals HMS Ottringham). Sie wurden am 31. Oktober 1959 in Dienst gestellt. Zwischen 1961 und 1964  wurden vier Minensuchboote der T43-Klasse aus der Sowjetunion, zwischen 1962 und 1965 drei Raketenboote der Komar-Klasse und eine weitere im Jahr 1980 und zwei Minensuchboote der Yurka-Klasse in den Jahren 1981–82 in den Dienst gestellt.
1965 wurde von der Regierung von Präsident Nkrumah eine Fregatte in Auftrag gegeben, die auch als Präsidentenyacht dienen sollte. Das Kriegsschiff wurde von Yarrow Shipbuilders in Schottland unter dem Namen Black Star niedergelegt, aber als Nkrumah im folgenden Jahr durch einen Staatsstreich abgesetzt wurde, wurde das Projekt abgebrochen. Das Schiff wurde schließlich von der Royal Navy gekauft, als HMS MERMAID in Auftrag gegeben und dann als KD Hang Tuah an Malaysia verkauft.

## Dienstgradabzeichen
Die Rangstruktur der GN ähnelt der Rangstruktur der Royal Navy, aus der ihre Ränge abgeleitet wurden.
| Schulterklappe Jacke Dienstanzug | Dienstgradabzeichen eines Admiral | Dienstgradabzeichen eines Vice Admiral | Dienstgradabzeichen eines Rear Admiral | Dienstgradabzeichen eines Commodore | Dienstgradabzeichen eines Captain (GN) | Dienstgradabzeichen eines Commander | Dienstgradabzeichen eines Lieutenant Commander | Dienstgradabzeichen eines Lieutenant (GN) | Dienstgradabzeichen eines Sub Lieutenant |
| Dienstgrad                       | Admiral                           | Vice Admiral                           | Rear Admiral                           | Commodore                           | Captain                                | Commander                           | Lieutenant Commander                           | Lieutenant                                | Sub Lieutenant                           |
| Abkürzung                        | Adm                               | VAdm                                   | RAdm                                   | Cdre                                | Capt                                   | Cdr                                 | LtCdr                                          | Lt                                        | SLt                                      |
| NATO-Rangcode                    | OF-9                              | OF-8                                   | OF-7                                   | OF-6                                | OF-5                                   | OF-4                                | OF-3                                           | OF-2                                      | OF-1                                     |

| Unteroffiziere / Mannschaften    | Unteroffiziere / Mannschaften | Unteroffiziere / Mannschaften | Unteroffiziere / Mannschaften                 | Unteroffiziere / Mannschaften                       | Unteroffiziere / Mannschaften                    | Unteroffiziere / Mannschaften            | Unteroffiziere / Mannschaften | Unteroffiziere / Mannschaften | Unteroffiziere / Mannschaften | Unteroffiziere / Mannschaften |
| Dienstgradgruppe                 | Unteroffiziere                | Unteroffiziere                | Unteroffiziere                                | Unteroffiziere                                      | Unteroffiziere                                   | Unteroffiziere                           | Mannschaften                  | Mannschaften                  | Mannschaften                  |                               |
| -------------------------------- | ----------------------------- | ----------------------------- | --------------------------------------------- | --------------------------------------------------- | ------------------------------------------------ | ---------------------------------------- | ----------------------------- | ----------------------------- | ----------------------------- | ----------------------------- |
| Schulterklappe Jacke Dienstanzug | kein Äquivalent               | kein Äquivalent               | Dienstgradabzeichen eines Chief Petty Officer | Dienstgradabzeichen eines Petty Officer First Class | Dienstgradabzeichen eines Petty Officer Class II | Dienstgradabzeichen eines Leading Seaman | kein Äquivalent               | kein Abzeichen                | kein Abzeichen                |                               |
| Dienstgrad                       |                               |                               | Chief Petty Officer                           | Petty Officer First Class                           | Petty Officer Class II                           | Leading Seaman                           |                               | Able Seaman                   | Ordinary Seaman               |                               |
| Abkürzung                        |                               |                               | CPO                                           | PO1                                                 | PO2                                              | LS                                       |                               | AS                            | OS                            |                               |
| NATO-Rangcode                    | OR-9                          | OR-8                          | OR-7                                          | OR-6                                                | OR-5                                             | OR-4                                     | OR-3                          | OR-2                          | OR-1                          |                               |

## Chief of Navy Staff

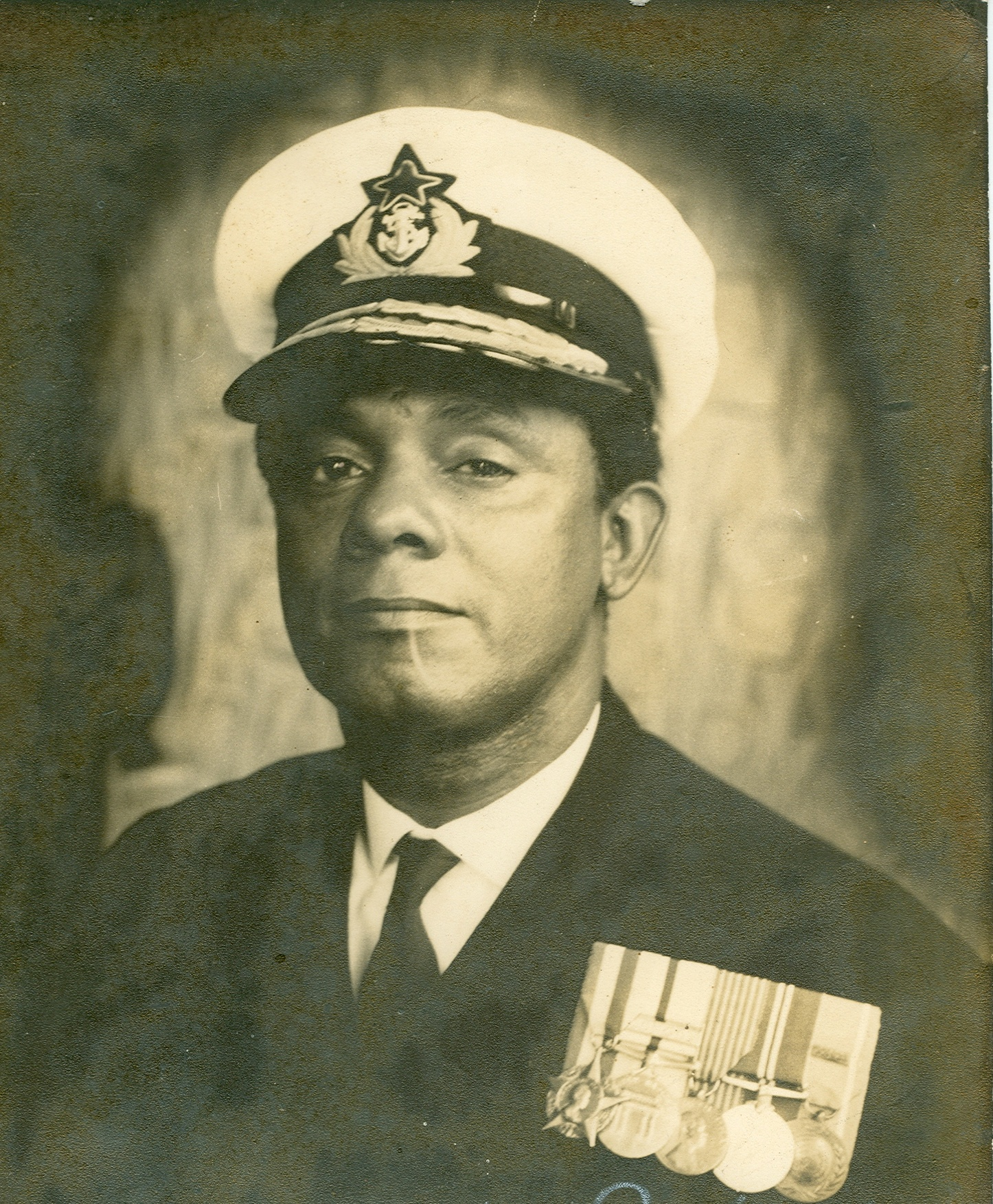
Rear Admiral David Animle Hansen (1923–2008)

| Nr. | Name                                  | Beginn der Amtszeit | Ende der Amtszeit  | Anmerkungen                           |
| --- | ------------------------------------- | ------------------- | ------------------ | ------------------------------------- |
| 22. | Konteradmiral Issah Yakubu            | 5. Februar 2021     | -                  | –                                     |
| 21. | Konteradmiral Seth Amoama             | 21. Dezember 2018   | 5. Februar 2021    | –                                     |
| 20. | Konteradmiral Peter Faidoo            | 15. Januar 2016     | 21. Dezember 2018  | –                                     |
| 19. | Konteradmiral Geoffery Mawuli Biekro  | 3. April 2013       | 15. Januar 2016    | –                                     |
| 18. | Konteradmiral Metthew Quashie         | 3. April 2009       | 28. März 2013      | –                                     |
| 17. | Konteradmiral Arther Riby Sampa Nunoo | Mai 2005            | 3. April 2009      | –                                     |
| 16. | Konteradmiral John Kodozo Gbenah      | März 2001           | Mai 2004           | –                                     |
| 15. | Vizeadmiral E.O. Owusu-Ansah          | 1. Oktober 1996     | März 2001          | Posten als Kommodore übernommen       |
| 14. | Konteradmiral Tom Annan               | 4. Juni 1990        | 30. September 1996 | Posten als Kapitän zur See übernommen |
| 13. | Konteradmiral Benjamin Ohene-Kwapong  | 27. September 1985  | 4. Juni 1990       | Posten als Kapitän zur See übernommen |
| 12. | Kommodore J.K. Oppong                 | 29. März 1982       | 16. Juli 1985      | Posten als Kapitän zur See übernommen |
| 11. | Kapitän zur See J.W. Boateng          | 22. Januar 1982     | 29. März 1982      | –                                     |
| 10. | Kommodore Stephen Obimpeh             | 7. Juni 1979        | 31. Dezember 1981  | Posten als Kapitän zu See übernommen  |
| 9.  | Konteradmiral Joy Kobla Amedume       | 30. Juni 1977       | 4. Juni 1979       | –                                     |
| 8.  | Konteradmiral C.K. Dzang              | 31. Juli 1975       | 29. Juni 1977      | Posten als Kommodore Übernommen       |
| 7.  | Fregattenkapitän G. Bedu-Addo         | 3. August 1974      | 30. Juli 1975      | –                                     |
| 6.  | Kapitän zur See C.K. Dzang            | 1. Februar 1973     | 3. August 1974     | –                                     |
| 5.  | Konteradmiral Joy Kobla Amedume       | 16. Mai 1972        | 31. Januar 1973    | –                                     |
| 4.  | Kommodore Philemon F. Quaye           | 1. April 1968       | 15. Mai 1972       | –                                     |
| 3.  | Air Vice Marshal Michael A. Otu       | 15. Juni 1967       | 31. März 1968      | –                                     |
| 2.  | Konteradmiral David Animle Hansen     | 25. September 1962  | 5. Juni 1967       | –                                     |
| 1.  | Kommodore D.A. Foreman                | Januar 1959         | Juni 1961          | –                                     |